# Eleutherospermum
- Commons
- Wikispecies

Eleutherospermum é um género botânico pertencente à família Apiaceae.